# ام‌ای‌ان ان‌ال۲۰۲
ام‌ای‌ان ان‌ال۲۰۲ (MAN NL202) خودرویی است که در سال‌های ۱۹۸۹ تا ۱۹۹۲تولید شده‌است.
این خودرو در کلاس خودروی تجاری قرار گرفته، است.